# Керол Јејгер
Керол Ен Јејгер (Флинт, 26. јануар 1960 — Бичер, 18. јул 1994) била је најтежа жена икада која је имала 544 килограма.
Она је најпознатија по томе што је у најкраћем времену изгубила највише килограма природним путем, готово 236 килограма у 3 месеца. Када је умрла у 34 години била је висока 170 центиметара.